# Ménil-en-Xaintois
Ménil-en-Xaintois is een gemeente in het Franse departement Vosges (regio Grand Est) en telt 125 inwoners (1999). De plaats maakt deel uit van het arrondissement Neufchâteau.

## Geografie
De oppervlakte van Ménil-en-Xaintois bedraagt 4,2 km², de bevolkingsdichtheid is 29,8 inwoners per km².
De onderstaande kaart toont de ligging van Ménil-en-Xaintois met de belangrijkste infrastructuur en aangrenzende gemeenten.

## Demografie
Onderstaande figuur toont het verloop van het inwonertal (bron: INSEE-tellingen).